# Jason Bodnar
Jason Bodnar (ur. 20 lutego 1973 r.) – amerykański narciarz, specjalista narciarstwa dowolnego. Najlepszy wynik na mistrzostwach świata osiągnął podczas mistrzostw w La Clusaz, gdzie zajął 14. miejsce w balecie narciarskim. Nigdy nie startował na igrzyskach olimpijskich. Najlepsze wyniki w Pucharze Świata osiągnął w sezonie 1995/1996, kiedy to zajął 18. miejsce w klasyfikacji generalnej, a w klasyfikacji baletu narciarskiego był siódmy.
W 2000 r. zakończył karierę.

## Sukcesy

### Mistrzostwa Świata
| Miejsce | Dzień     | Rok  | Miejscowość | Konkurencja      | Zwycięzca        |
| ------- | --------- | ---- | ----------- | ---------------- | ---------------- |
| 14.     | 17 lutego | 1995 | La Clusaz   | Balet narciarski | Rune Kristiansen |
| 17.     | 7 lutego  | 1997 | Iizuna      | Balet narciarski | Fabrice Becker   |

### Puchar Świata

#### Miejsca w klasyfikacji generalnej
- 1991/1992 – 84.
- 1992/1993 – 54.
- 1993/1994 – 23.
- 1994/1995 – 32.
- 1995/1996 – 18.
- 1996/1997 – 63.

#### Miejsca na podium
1. Whistler Blackcomb – 6 stycznia 1995 (Balet narciarski) – 3. miejsce
2. Tignes – 6 grudnia 1995 (Balet narciarski) – 3. miejsce

- W sumie 2 trzecie miejsca.